# 34462 Stoffregen
34462 Stoffregen è un asteroide della fascia principale. Scoperto nel 2000, presenta un'orbita caratterizzata da un semiasse maggiore pari a 2,2466489 au e da un'eccentricità di 0,0894889, inclinata di 4,11302° rispetto all'eclittica.